# Anna Stroka
Anna Salomea Stroka (* 15. April 1923 ; † 10. Juli 2020) war eine polnische Germanistin, Literaturhistorikerin und Hochschullehrerin.

## Leben
Nach der Matura in Breslau um, studierte sie dort Germanistik an der Universität und schloss 1953 das Studium als Magistra ab. Im Jahr 1962 promovierte sie zur Doktorin und war als wissenschaftliche Mitarbeiterin an der Universität Breslau angestellt.
Nach der Habilitation im Jahr 1974 war sie als Hochschullehrerin an der Breslauer Universität angestellt. Im Jahr 1992 wurde sie zur Professorin  ernannt und ab 2002 war sie an der Philologischen Hochschule in Breslau (Wyższa Szkoła Filologiczna we Wrocławiu) tätig.
Sie forschte und veröffentlichte Schriften über die Brüder Carl und Gerhart Hauptmann sowie Monografien über die deutsche Lyrik und das deutsche und österreichische Drama vom 18. bis zum 20. Jahrhundert. Im Jahr 1982 gab sie die Tragikomödie Die Ratten von Gerhart Hauptmann heraus. Ferner wirkte sie bei der Redaktion sowie Herausgabe mehrerer Bände der Gesamtausgabe Carl Hauptmanns mit.
Anna Stroka war ein langjähriger Mitglied u. a. bei: Gerhart-Hauptmann-Gesellschaft in Berlin, Wrocław Scientific Society (Wrocławskie Towarzystwo Naukowe), Verband Polnischer Germanisten (VPG) (Stowarzyszenie Germanistów Polskich), Theodor Fontane Gesellschaft e. V. in Neuruppin und der Goethe-Gesellschaft in Weimar e. V.

## Schriften (Auswahl)
- Carl Hauptmanns Werdegang als Denker und Dichter. Ossolineum, Breslau 1965.
  - Carl Hauptmanns Werdegang als Denker und Dichter (= Hauptmanniana. Band 2). Neisse Verlag, Dresden 2008, ISBN 978-3-940310-43-9.
- mit Eugeniusz Klin: Die deutsche Lyrik bis zum Anfang des 20. Jahrhunderts. Wydawnictwo Naukowe PWN, Warschau 1967.
- mit Marian Szyrocki: Das deutsche Drama des 18. Jahrhunderts. Wydawnictwo Naukowe PWN, Warschau 1972.
- mit Konrad Gajek, Marian Szyrocki: Das deutsche Drama des 20. Jahrhunderts. Wydawnictwo Naukowe PWN, Warschau/Breslau 1985.
- mit anderen: Deutsche Literatur in Polen nach dem Zweiten Weltkrieg. Zur Möglichkeit und Unmöglichkeit geistiger Brückenbildung. Kulturstiftung der deutschen Vertriebenen, Bonn 1998, ISBN 3-88557-152-8.
- mit anderen: Gerhart Hauptmann w krytyce polskiej 1945–1990. (Gerhart Hauptmann in polnischer Literaturkritik 1945–1990). Wydawnictwo Uniwersytetu Wrocławskiego, Breslau 1992.
- Eugeniusz Tomiczek (Hrsg.): Vita pro litteris. Festschrift für Anna Stroka. Wydawnictwo Naukowe PWN, Warschau 1993, ISBN 83-01-11258-1.
- Geschichte der deutschen Literatur von den Anfängen bis zum Barock. Wydawnictwo Wyższej Szkoły Filologicznej, Wrocław 2018, ISBN 978-83-60097-76-2. DNB 1155762452

### Als Herausgeberin
- Marian Szyrocki, Mieczysław Urbanowicz: Das deutsche und österreichische Drama des 19. Jahrhunderts. Wydawnictwo Naukowe PWN, Warschau 1971.
- Gerhart Hauptmann: Die Ratten. Berliner Tragikomödie. Ernst Klett Verlag, Stuttgart 1982, ISBN 3-12-351370-X.
- mit Eberhard Berger, Hans-Gert Roloff: Carl Hauptmann: Sämtliche Werke. Wissenschaftliche Ausgabe mit Kommentar. 1977 ff. 16 Text- und 16 Kommentarbände sowie ein Supplement. Frommann-Holzboog Verlag, Stuttgart 1997, ISBN 978-3-7728-1761-8.
- mit anderen: Carl Hauptmann: Sämtliche Werke. Bd. VIII, 1: Späte Erzählungen. Textband. Bd. VIII, 1, Frommann-Holzboog Verlag, Stuttgart 2005, ISBN 978-3-7728-1740-3.

### Übersetzungen aus dem Polnischen
- Maciej Łagiewski: Das Pantheon der Breslauer Juden. Der jüdische Friedhof an der Lohestrasse in Breslau. (Macewy mówią). Nicolai Verlag, Berlin 1999, ISBN 3-87584-884-5.
- Mieczysław Zlat: Das Rathaus zu Wrocław. (Ratusz wrocławski). Ossolineum, Breslau 1977.
- Marcin Bukowski: Der Dom zu Wrocław. Ossolineum, Breslau 1974
- Krzysztof Czarnecki: Świdnica / Schweidnitz – Ein Touristenführer. Wydawnictwo DTSK Silesia, Wrocław 1998, ISBN 83-85689-62-1.

### Publikationen
- Joseph von Eichendorff und Schlesien. In: Jan Koprowski: Józef Eichendorff: ostatni rycerz romantyzmu („Joseph von Eichendorff: Letzter Ritter der Romantik“). Elipsa, Warschau 1995, ISBN 83-85466-82-7, S. 205–213.
- Carl Hauptmann und die Anfänge der Künstlerkolonie in Schreiberhau. In: Gesellschaft für interregionalen Kulturaustausch e. V. (Hrsg.): Die imposante Landschaft. Künstler und Künstlerkolonien im Riesengebirge des 20. Jahrhunderts. Berlin/Jelenia Góra 1999, ISBN 83-907423-3-0, S. 74–82.
- Schlesien im Leben und Werk Theodor Fontanes. In: Bernd Balzer (Hrsg.): Annäherungen. Polnische, deutsche und internationale Germanistik. Breslau 2003, S. 70–79.
- Jakob Böhmes Friedensgedanke und sein Niederschlag in der Dichtung von Max Herrmann-Neiße. In: Mirosława Czarnecka (Hrsg.): Memoria Silesiae. Leben und Tod, Kriegserlebnis und Friedenssehnsucht in der literarischen Kultur des Barock. Zum Gedenken an Marian Szyrocki (1928–1992). Wrocław 2003 (= Acta Universitatis Wratislaviensis; 2504), S. 437–446.
- Theodor Paurs Kampf gegen die Unvernunft in Neisse um die Zeit des Vormärz. In: Wojciech Kunicki (Hrsg.) Neisse. Kulturalität und Regionalität. Nysa 2004 (= Germanistische Studien. Beiheft 1), S. 47–56.
- Die Piasten zu Brieg in der Zeit Friedrich von Logaus. In: Thomas Althaus (Hrsg.): Salomo in Schlesien. Beiträge zum 400. Geburtstag Friedrich von Logaus (1605–2005). Amsterdam 2006 (Chloe. Beihefte zum Daphnis; 39), S. 253–273.
- Marian Szyrocki (1928–1992). Ein oberschlesischer Gelehrter als Mittler zwischen Polen und Deutschland. In: Oberschlesisches Jahrbuch. Band 21/22 (2005/2006 [2007]), S. 147–157.
- Zur Aufnahme von Georg Büchners Dramen in Polen von den Anfängen bis zum Jahre 1990. In: Aleksander Kozłowski (Hrsg.): Między Śląskiem a Wiedniem. Księga jubileuszowa z okazji 60. urodzin prof. dr. hab. Krzysztofa A. Kuczyńskiego. Płock 2008, S. 521–530.
- Werner Milch (1903–1950) und seine Beziehungen zu Gerhart Hauptmann. In: Carl-und-Gerhart-Hauptmann-Jahrbuch. Band. 6 (2011), S. 331–339.